# Chebbi, Bagalkot
Chebbi là một làng thuộc tehsil Bagalkot, huyện Bagalkot, bang Karnataka, Ấn Độ.